# Elkton (Tennessee)
Elkton è un comune degli Stati Uniti d'America, situato nello Stato del Tennessee, nella Contea di Giles.